# Olimi III
Rukirabasaija Patrick David Matthew Koboyo Olimi III znany jako Olimi III lub Patrick (ur. 9 września 1945 w Royal Palace w Kabarole, zm. 26 września 1995 tamże) – król ugandyjskiego królestwa Toro w latach 1965-1967 i 1993-1995.
Był czwartym synem Ruikidiego III. Jego matka nazywała się Lady Byanjeru Kezia Bonabana. Uczęszczał do Budo Primary School, Nyakasura School in Fort Portal, Sherborne School w hrabstwie Dorset i Makerere University w Kampali. 21 grudnia 1965 objął tron Toro po śmierci ojca. Został koronowany St John's Cathedral w Kabarole 2 marca 1966. Współrządziła z nim – zgodnie z tradycją – jego najstarsza siostra – Elizabeth, która stała się tzw. batebe. 2 stycznia 1966 urząd prezydenta Republiki Ugandy objął zagorzały przeciwnik monarchii Milton Obote, który zlikwidował w tym samym roku królestwo Toro oraz zmusił Olimiego III do emigracji. Obalony król podjął się pracy agenta ogłoszeniowego w Londynie, a następnie w Kenii, gdzie osiadł w Nairobi. W lutym 1974 Elizabeth Toro została ministrem spraw zagranicznych Ugandy, lecz już w listopadzie tego roku uciekła do Kenii w związku z prześladowaniami nowego dyktatorskiego prezydenta – Idiego Amina. Olimi III udzielił jej wówczas tymczasowego schronienia w swym domu w Nairobi, dopóki nie postanowiła znaleźć innego azylu. Po upadku Idiego Amina rządy objął demokratyczny prezydent Yoweri Museveni. W roku tego wydarzenia – 1986 – Olimi III powrócił do Ugandy. Wziął wówczas ślub z 19-letnią Best i objął funkcję ambasadora na Kubie. W 1993 Yoweri Museveni przywrócił system ugandyjskich królestw, a niedysponujący rzeczywistą władzą Olimi III objął ponownie tron, zyskując możliwość zjednoczenia 50 klanów Toro. Towarzyszyła mu także Elizabeth Toro, która również reemigrowała. Żona Best urodziła mu córki Celię i Nsemere oraz syna – Oyo. Kiedy Olimi III zmarł na zawał serca, Oyo przejął po nim tron jako Ruikidi IV.